# 센마리팀주의 캉통
프랑스 센마리팀주에는 총 35개의 캉통이 속해 있다. 2015년 3월 행정구역 총개편으로 인해 현재는 다음과 같이 설치되어 있다.
- 바랑탱
- 부아기욤
- 볼베크
- 캉틀뢰
- 코트베크레젤뵈프
- 다르네탈
- 디에프 1
- 디에프 2
- 엘뵈프
- 외
- 페캉
- 구르네양브레
- 르그랑케빌리
- 르아브르 1
- 르아브르 2
- 르아브르 3
- 르아브르 4
- 르아브르 5
- 르아브르 6
- 뤼네레
- 르메닐레나르
- 몽생테냥
- 뇌프샤텔랑브레
- 노트르담드봉드빌
- 노트르담드그라방숑
- 옥트빌쉬르메르
- 르프티케빌리
- 루앙 1
- 루앙 2
- 루앙 3
- 생테티엔뒤루브레
- 생로맹드콜보스크
- 생발레리양코
- 소트빌레루앙
- 이브토